# Carl Fredrik Falkman

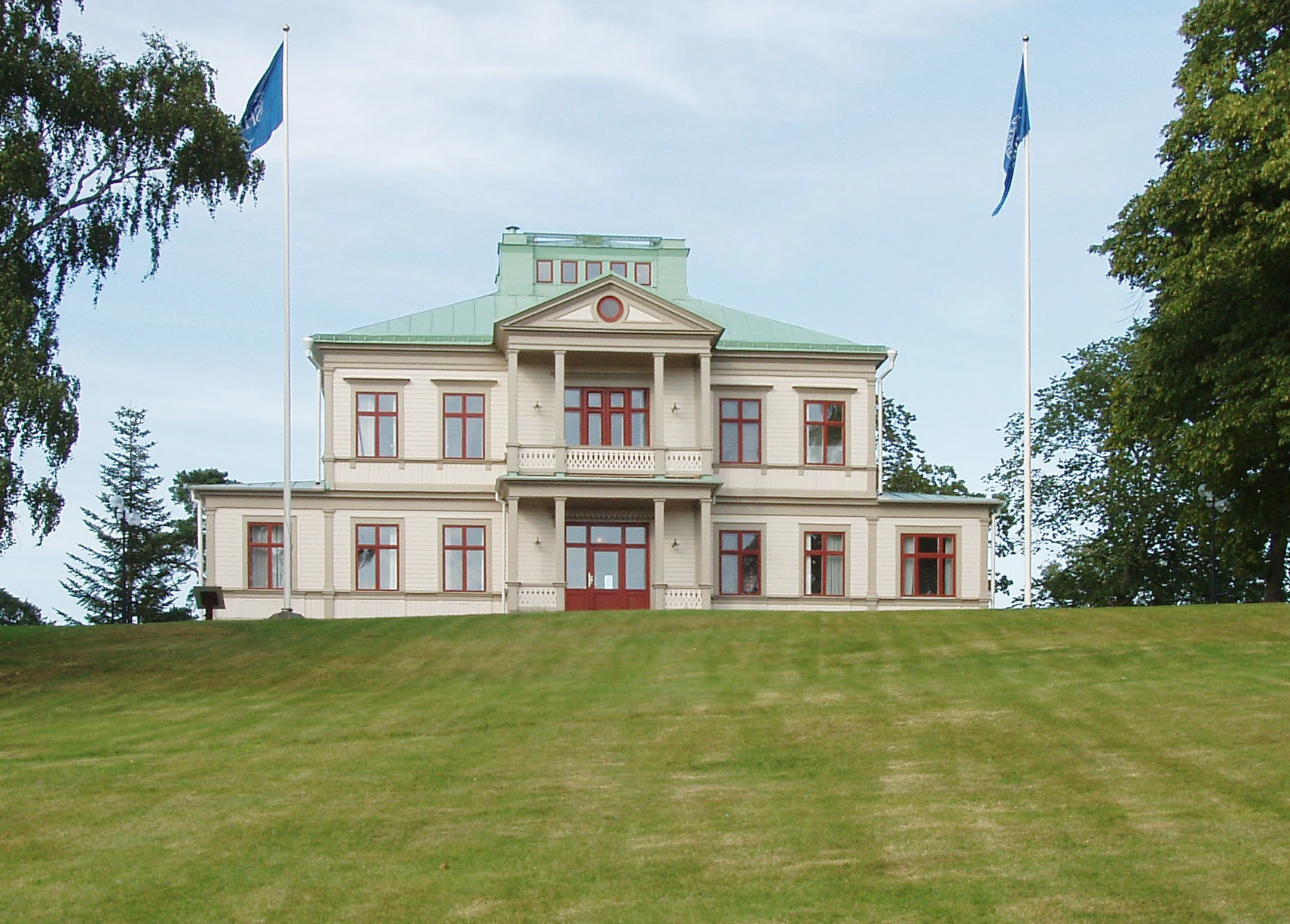
Falkmans sommarvilla på Södergarn, Lidingö, idag kursgård.

Carl Fredrik Falkman, född 14 augusti 1840 i Malmö, död 14 februari 1907 i Stockholm, var en svensk grosshandlare. Han var son till lantmätaren Ludvig B. Falkman och far till arkitekten Harald Falkman samt farfarsfar till operasångaren Loa Falkman.

## Biografi
Falkman anställdes hos firman Bibau & Wong i Stockholm 1858, var innehavare av agenturaffär där för F.H. Kockums Tobaksfabriks AB i Malmö från 1870, erhöll burskap som grosshandlare i Stockholm samma år, var ägare av Liljeholmens vinfabrik 1875–1903 och kassadirektör i Liljeholmens Vinfabriks AB från 1903; ledamot i styrelsen för Stockholms stads sparbank 1891–1894, i styrelsen för Mälareprovinsernas Enskilda Banks avdelningskontor i Stockholm 1895–1902 och i styrelsen för AB Mälareprovinsernas Bank från 1903. Han var en av Borgerskapets 50 äldste 1888–1905 och styrelseledamot i Stockholms köpmannaförening 1891–1905. Falkman är begravd på Norra begravningsplatsen utanför Stockholm.